# 萬博追踪
《萬博追踪》（英語：Tracing to EXPO '70）是一部於1970年上映的臺灣電影，由廖祥雄執導，故事講述一名華僑少女獲選為萬國博覽會中華民國館的接待員，與日籍男友在大阪期間，尋找一位曾匿名匯款資助她與母親生活的善心人士的經過。
該電影主演包括翁倩玉、馮海、傅碧輝、魏蘇與陳國鈞。本片由中影公司製作，並在日本大阪府舉辦的1970年世界博覽會實地取景。

## 演員
- 翁倩玉[1] 飾 林雪子
- 馮海
- 傅碧輝
- 魏蘇
- 陳國鈞
- 喬松
- 曾玉
- 張莉
- 林海峰（客串）

## 製作

1970年4月時的大阪萬博會場風景，中央偏右是太陽之塔

本片由中影總經理龔弘擔任製作。故事背景設定於1970年日本大阪舉辦的世界博覽會。當年臺灣參展並設立「中華民國館」，並邀請在臺、日兩地皆具知名度的翁倩玉擔任中國館代表。開幕當日，翁倩玉更以「一日館長」身分，陪同大阪府知事左藤義詮及日本內閣官員參觀中國館。自1970年3月14日起，她每週為博覽會製作一次特別節目直至閉幕，《萬博追踪》也在此期間開拍。
據褚明仁指出，本片的拍攝與當時的國際局勢密切相關。1970年代初期，臺灣外交處境艱難，政府把握亞洲首次舉辦世界博覽會的機會，積極展現國力與文化實力，並邀請建築師貝聿銘設計中國館，使中華民國成為唯一的「中國」代表。中影作為黨營事業，亦積極響應政府政策，籌拍本片以配合國際宣傳；翁倩玉在日本的高知名度，使她成為理想人選。由於當時臺灣尚未開放民眾自由出國觀光，片方認為可藉由電影讓無法親臨現場的觀眾在大銀幕感受萬博盛況，因此片中不僅呈現中國館外觀與展品，亦透過女主角接待員的角色佩戴國旗工作，並特寫故宮文物，宣傳意圖鮮明。
導演廖祥雄回憶，電影構想出自龔弘之手，最初便設定結合紀錄片與劇情片的形式，一方面真實記錄萬博盛況，讓臺灣觀眾一睹會場風貌；另一方面透過故事情節增添娛樂性。由於會場禁止封街拍攝，劇組多數人員只能購票入場，以遠距快速取景並隨時應變，形成游擊式拍法。為展現萬博規模，劇情安排男女主角在會場內尋找人物，該段情節長達約二十分鐘。除大阪外，劇組還赴神戶、奈良取景，並臨時加入北海道雪景，這是因翁倩玉拍攝期間前往北海道開演唱會，劇組認為臺灣觀眾少見雪景，便隨行補拍。
全片僅用二十二天完成拍攝。廖祥雄曾留學日本，加上旅日影人蔡東華的協助，使底片能直接送至日本沖印廠，若發現問題即可即時補拍，確保進度。1970年5月11日拍攝結束後，影片完成剪輯並運回臺北進行配音。

## 修復版本
2024年香港影視娛樂博覽會上，時任大阪亞洲國際影展策展人暉峻創三主動聯繫國家電影及視聽文化中心。他表示，早在2003年籌辦翁倩玉回顧展時便已知悉《萬博追踪》的存在，希望促成合作，並趁2025年世界博覽會舉行之際重新放映影像。因此，國影中心便自資料庫緊急調片並著手修復。
2025年，這部電影的2K數位修復版於第21屆大阪亞洲電影節上映，並擔任開幕片，翁倩玉作為主嘉賓參與該活動。
國家電影及視聽文化中心安排在影展每部電影放映前，播放《萬博追踪》修復版片段。該中心同時策劃了「臺灣電影的璀璨今昔」專題影展，精選自1960年代至2020年代最具代表性的10部臺灣電影作品。

### 來源
1. ↑  . 中央社 CNA.   [2025-08-13]. （原始内容存档于2023-12-08）.
2. ↑  . www.shoppingdesign.com.tw.   [2025-08-13] （中文（臺灣））.
3. ↑  . 現代美術+.   [2025-08-13] （中文（臺灣））.
4. ↑  人間福報. . 人間福報.   [2025-08-13] （中文（臺灣））.
5. ↑  . 臺北市: 《中央日報》. 1970-02-12.
6. ↑  江美萱. . 臺北市: 國立中央大學藝術學研究所. 2023.
7. 1 2 3  . Rti 中央廣播電臺.   [2025-08-13]. （原始内容存档于2025-07-25） （中文（臺灣））.
8. ↑  許麗玉. . 獨立書刊. 2017-10-15  [2025-08-13]. （原始内容存档于2022-12-11） （中文（臺灣））.
9. ↑  廖祥雄. . 臺中市: 東藝影視. 2006: 52.
10. ↑  屬於臺灣人的文化寶庫｜國家文化記憶庫2.0. . 國家文化記憶庫 2.0.   [2025-08-13] （中文（臺灣））.
11. ↑  . 典藏台灣. 1970-05-12 （中文（臺灣））.
12. ↑  Inc, Natasha. . 映画ナタリー.   [2025-08-13]. （原始内容存档于2025-07-23） （日语）.
13. ↑  INC, SANKEI DIGITAL. . サンスポ. 2025-07-14  [2025-08-13]. （原始内容存档于2025-07-14） （日语）.
14. ↑  Festival, Osaka Asian Film. . 2025-07-14  [2025-08-13]. （原始内容存档于2025-07-16） （美国英语）.
15. ↑  .   [2025-08-13] （中文（臺灣））.
16. ↑  VERSE. . VERSE. 2025-08-08  [2025-08-13] （中文（臺灣））.
17. ↑  祁玲. . 鏡週刊 Mirror Media. 2025-07-11  [2025-08-13]. （原始内容存档于2025-07-11） （中文（繁體））.
18. ↑  風傳媒. . japan.storm.mg.   [2025-08-13]. （原始内容存档于2025-07-30） （日语）.
19. ↑  人間福報. . 人間福報新聞網.   [2025-08-13] （中文（臺灣））.
20. ↑  中央社訊息平台. . www.cna.com.tw.   [2025-08-13]. （原始内容存档于2025-07-11） （中文（臺灣））.
21. ↑  . 鏡新聞. 2025-07-11  [2025-08-13] （中文（繁體））.

## 外部連結
- 萬博追踪-中影電影授權